# Hans-Peter Röthlin
Hans-Peter Röthlin (* 30. März 1941 in Zürich) ist ein römisch-katholischer Kirchenfunktionär.
Röthlin studierte Philosophie an der belgischen Katholischen Universität Löwen und Katholische Theologie in Chur. Beim (Erz-)Bischof von Augsburg, Joseph Stimpfle, war Röthlin anfangs als persönlicher Referent und Leiter des Synodalbüros beschäftigt. Ab 1971 hatte er die Aufgabe des Pressereferenten des Bistums inne. Darauf folgten diverse Aufgaben in der Presse- und Medienarbeit der katholischen Kirche. So war Röthlin zwischen 1979 und 1991 Informationsbeauftragter der Schweizer Bischofskonferenz und von 1984 an Mitglied der Programmkommission des Schweizer Fernsehens, 1991 für sechs Monate als ihr Präsident. Von 1991 bis 1999 war er Staatssekretär (Sotto-Segretario) des Päpstlichen Medienrates in Rom und somit hochrangiger Laie innerhalb des Vatikans.
Von 1999 bis 2008 war Röthlin Präsident des internationalen katholischen Hilfswerkes Kirche in Not. 2007 wurde der Schweizer in den Päpstlichen Rat Cor Unum als ordentliches Mitglied berufen.

## Ehrungen
- 1995: Komtur mit Stern des Päpstlichen Ritterordens des heiligen Gregors des Grossen[1]